# Abbimatta, Somvarpet
Abbimatta là một làng thuộc tehsil Somvarpet, huyện Kodagu, bang Karnataka, Ấn Độ.